# Sorted for Films & Vids
Sorted for Films & Vids es una compilación de los vídeos promocionales de la banda Pulp, lanzados en formato VHS en 1995. El título es una referencia a su canción, "Sorted for E's & Wizz. Todos los vídeos fueron después incluidos en el DVD Hits.

## Lista de canciones
1. "Babies" (versión recitada)
2. Titles
3. "Babies" (versión original)
4. "Razzmatazz"
5. "Lipgloss"
6. "Do you Remember The First Time?"
7. "Babies" (versión de 1994)
8. "Common People"
9. "Sorted for E's & Wizz"
10. "Mis-Shapes"
11. "Do You Remember The First Time?" (junto a un film de 30 minutos)